# Edward L. Dreyer
Edward L. Dreyer (1940-2007) est un historien américain connu pour ses travaux sur la dynastie Ming.

## Biographie
Né à San Diego, il sort diplômé en histoire de l'université Harvard en 1961. En 1971, il obtient son doctorat avec une thèse sur L'Émergence de Chu Yuan-chang, 1360–65. Ses tuteurs sont John King Fairbank et Yang Lien-sheng (en).
Dreyer passe la majeure partie de sa carrière comme professeur d'histoire à l'université de Miami. Il est l'auteur d'un certain nombre de livres et d'articles sur divers aspects de l'État Ming, en particulier sur ses premières années et sur son histoire militaire et navale, dont le chapitre sur les « origines militaires de la Chine Ming » dans The Cambridge History of China (en) (vol. 7, partie 1),. Il est l'une des autorités sur des sujets tels que la bataille du lac Poyang et les expéditions de Zheng He. Son épouse, June Teufel Dreyer, est une éminente experte de la Chine à l'université de Miami et est également présidente de l'American Association for Chinese Studies (AACS).